# Piotr Józef Godlewski
Piotr Józef Godlewski herbu Gozdawa – sędzia ziemski zambrowski w końcu 1767 roku, wojski większy łomżyński w 1766 roku, pisarz ziemski i grodzki łomżyński w 1763 roku, podczaszy i podstoli łomżyński w 1757 roku.

## Życiorys
Jako poseł ziemi łomżyńskiej na sejm konwokacyjny 7 maja 1764 roku podpisał manifest, uznający odbywający się w obecności wojsk rosyjskich sejm za nielegalny. W załączniku do depeszy z 2 października 1767 roku do prezydenta Kolegium Spraw Zagranicznych Imperium Rosyjskiego Nikity Panina, poseł rosyjski Nikołaj Repnin określił go jako posła właściwego dla realizacji rosyjskich planów na sejmie 1767 roku, poseł ziemi łomżyńskiej na sejm 1767 roku, poseł ziemi łomżyńskiej na sejm 1767 roku.